# Karencja (rolnictwo)
Karencja – okres w którym nie wolno stosować, zażywać, zjadać.

## Ochrona roślin
W ochronie roślin jest to minimalny okres, który musi upłynąć od momentu zastosowania chemicznego środka ochrony roślin do zbiorów rośliny przeznaczonej do spożycia owoców, kwiatów. Zapobiega zatruciu pokarmowemu ludzi i zwierząt. Okres karencji podany jest w instrukcji stosowania środka ochrony roślin.

## Zootechnika
W zootechnice jest to minimalny okres jaki musi upłynąć np. po odrobaczaniu świń w celach konsumpcyjnych nie wolno dokonywać uboju wcześniej niż po 10-14 dniach.